# Тенгрі-каган
Тенгрі-каган (ст.-тюрк. 𐱅𐰭𐰼𐰃:𐰴𐰍𐰣; д/н — 741) — 6-й каган Другого Східнотюркського каганату у 739—741 роках. Відомий також як Більге-каган II. У китайських джерелах — Денлі Кехань.

## Життєпис
Походив з династії Ашина. Другий син Більге-кагана і Кутлуг-Себіг-хатун (доньки Тоньюкука). При народженні отримав ім'я Кутлуг. 739 року після раптової смерті брата Йоллиг-тегіна успадкував владу. Змінив ім'я на Тенгрі-каган. Втім фактичну владу перебрала його мати та її коханець Юсі Тархан (у китайців відомий як Іньси Дагань).
740 року прийнято посланця танського імператора Сюань-цзуна — Лі Чжи, з яким підтверджено усі попередні угоди між державами.
Поступово влада регентші слабнула через постійні заворушення племен. Тоді вона з Юсі Тарханом вирішила вбити стриєчних братів кагана. Спочатку було страчено їх на заході. Але на сході каганату почалося повстання на чолі з Пан Кюль-тегіном (представником правлячої династії Ашина), що рушив на ставку кагана. Він повалив й стратив Тенгрі-кагна, поставивши на трон його брата (ім'я невідоме) при цьому сав Пан Кюль-тегін став регентом. Втім доволі швидко того було повалено Альп-Більге-каганом.